# Falla d'Atacama

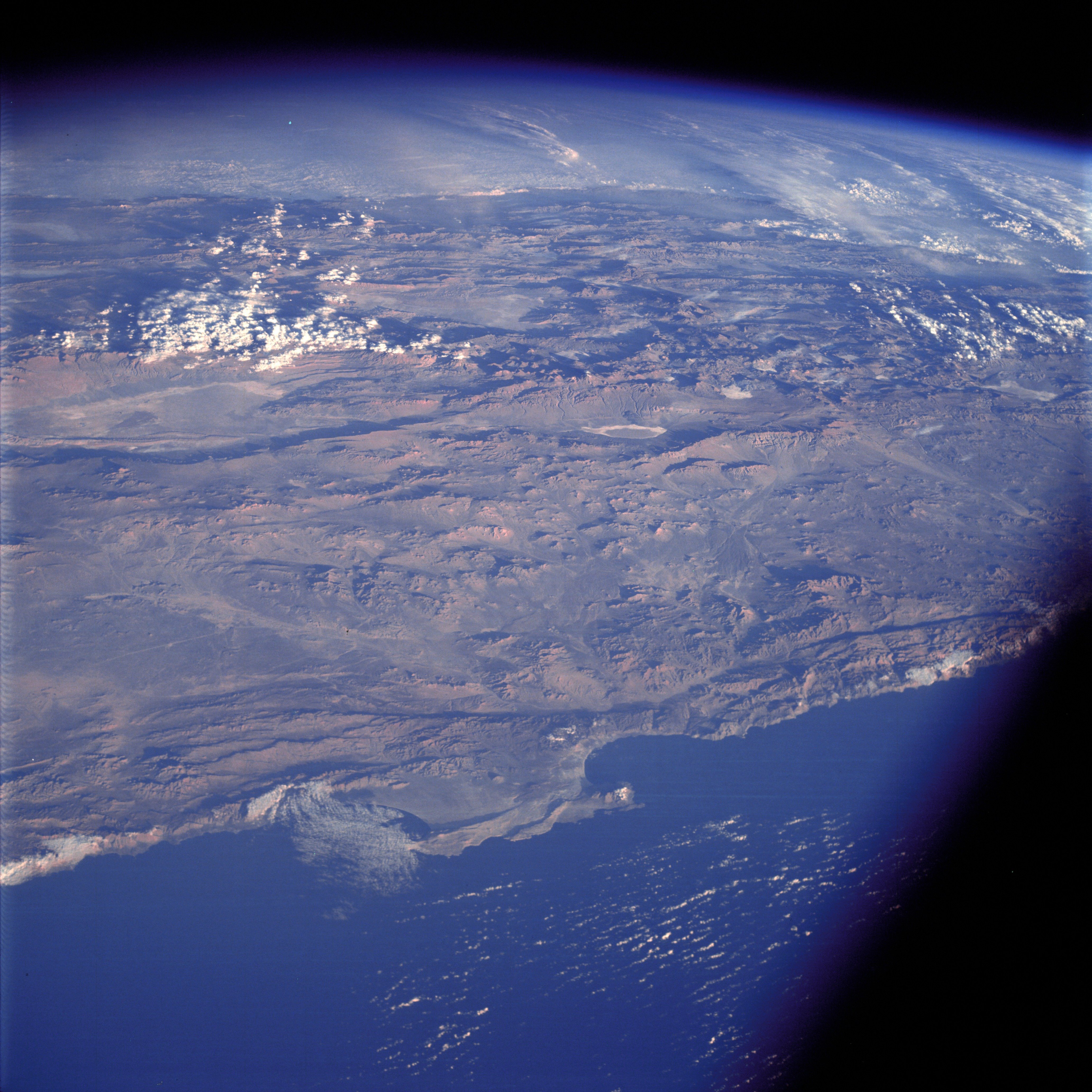
Imatge de satèl·lit que mostra el desert d'Atacama i el sistema de falles d'Atacama paral·lel a la costa, prop de Antofagasta i la península de Mejillones

La falla d'Atacama o Zona de Falles d'Atacama (ZFA) és un extens sistema de falles que travessa la serralada de la Costa la regió natural del Norte Grande a Xile, entre la serralada dels Andes i l'oceà Pacífic. El sistema de falles s'estén de nord a sud per més de 1100 km al nord i amb fins a 50 km d'amplada a través de la conca d'avantarc andina, aproximadament entre les ciutats de Iquique i La Serena (21°S - 30°S).

## Història tectònica i formació
La ZFA ha passat per diversos períodes d'inactivitat i reactivació des de la seva creació al període Cretàcic.
La sèrie de falles es va formar a través d'una sèrie complexa de règims tectònics que es remunten al Juràssic Inferior, quan la conca d'arc de fons andina es va separar de l'oceà Pacífic. La deformació dúctil intra-arc es va produir al Juràssic Tardà, creant zones de cisallament milonítiques de direcció nord. Un cinturó format a través d'un règim de compressió al Cretaci primerenc, seguit d'una compressió del sòcol andí a la meitat del Cretaci. Hi va haver un règim d'extensió de l'oligocè al miocè, i finalment es van produir grans reactivacions fràgils des del miocè fins a l'actualitat.
Algunes reactivacions d'aquesta falla durant el Cenozoic han produït notables escarpaments de falla que destaquen, entre els rius Lloa i Paposo, arran de la vora oriental de la serralada de la Costa.

## Geologia regional
La zona de falles penetra en la serralada Costanera xilena a través de terrasses allargades de roques ígnies del Juràssic i principis del Cretàcic de direcció nord-sud. La regió es va formar a causa del magmatisme d'arc i està composta principalment de tufs andesítics i laves amb grans batòlits de diorita. Determinades àrees d'aquestes províncies ígnies estan cobertes per terrenys de roques detrítiques continentals i calcàries marines.
L'activitat de falles passada i recent ha redissenyat part de la roca circumdant, produint regions de roques amb deformació dúctil, que poden classificar-se en dos tipus: 
- Roques metamòrfiques derivades de roques volcàniques juràssiques, que inclouen roques intrusives (diorites, gabres i tonalites) i grauvaques paleozoiques formades en condicions de fàcies de semi-anfibolites
- Roques plutòniques del Cretàcic (tonalites) que es van deformar sota condicions d'esquistos verds.[3]

De Chañaral cap al sud el sistema de falles coincideix extensament amb el cinturó de ferro Xilè, un conjunt de dipòsits de minerals de ferro que s'estenen durant 600km fins al Romeral. Es creu que la falla d'Atacama va actuar com una falla "trans-escorça" que va permetre que magmes rics en ferro migressin des del mantell fins zones de la escorça properes a la superfície o fins i tot arribant a produir-se erupcions volcàniques. La roca resultant d'aquests magmes és una apatita d'òxid de ferro.

## Mecànica
A causa de el règim extensional que configura la regió, el sistema està dominat per falles normals, la major part de elles amb direcció nord-sud, i cabussen al voltant de 60 graus cap a l'est. Tot i que el sistema és principalment de lliscament per immersió, hi ha regions de milonites formades per lliscament a l'est que proporcionen evidència d'un moviment de lliscament sinistral anterior.
La direcció general del sistema de falles és nord-sud, encara que l'activitat de falla varia entre les 3 regions de la zona de falles d'Atacama següents:
- Regió nord (de Antofagasta cap al nord): la falla del salar del Carmen divideix la regió en un domini occidental amb grans falles actives amb direcció nord, i un domini oriental amb falles majorment inactives cobertes per dipòsits quaternaris. En aquesta part, la traça principal de la falla d'Atacama forma un graó morfològic de 300 a 400 m d'alçada, la vora oriental del qual es configura com un ampli piemont conformat per ventalls al·luvials coalescents.[2]
- Regió central (de Antofagasta a Taltal): la serralada de la Costa està delimitada per la impactant falla del Remiendo, d'orientació nord-sud, amb escarpaments de falles antigues a la zona oriental de la regió. En les rodalies de Paposo, la falla es caracteritza per presentar un escarpament de fins a 300 m d'altura, mirant a l'est, i exhibint el desenvolupament de facetes triangulars.
- Regió sud (de Taltal cap al sud): la serralada de la Costa està limitada per la falla de el Salado, que s'estén cap al nord i està tallada cap al nord per les falles de Taltal.

## Sismicitat
Un estudi va identificar que les esquerdes de tensió en l'escorça del desert de Atacama van ser formades per entre 2000 i 9000 terratrèmols de plaques individuals que van ocórrer fa entre 0.8 i 1 milió d'anys, evidenciant que fins al 10 % de la deformació horitzontal generada durant els terratrèmols és permanent. El mateix equip de científics va determinar que el silenci sísmic de la zona al voltant de la falla d'Atacama podria alliberar-se en un gran terratrèmol.